# Oblast Gabrovo
Oblast Gabrovo (bugarski Област Габрово) nalazi se u središnjoj Bugarskoj. U oblasti živi 137.461 stanovnik, dok je prosječna gustoća naseljenosti 68 stan./km² Najveći grad i administrativno središte oblasti je grad Gabrovo sa 71.025 stanovnika.
Oblast Gabrovo sastoji se od četiri općine:
| Općina   | Stan.  | Sjedište | Stan.  |
| -------- | ------ | -------- | ------ |
| Drjanovo | 10.663 | Drjanovo | 8.875  |
| Gabrovo  | 76.121 | Gabrovo  | 71.025 |
| Sevlievo | 42.307 | Sevlievo | 27.295 |
| Trjavna  | 13.677 | Trjavna  | 11.203 |

## Vanjske poveznice
- Službena stranica oblasti